# Frank J. Biondi
Frank J Biondi (Bethlehem, 22 settembre 1914 – 5 ottobre 2003) è stato un ingegnere statunitense.

## Biografia
Figlio di August Biondi e Matilde Salvetti, dopo aver conseguito la laurea in ingegneria chimica ed il dottorato di ricerca, venne coinvolto nel Progetto Manhattan che portò alla costruzione della prima bomba atomica.
Qui lavorò ad un programma di ricerca relativo alla tecnica di diffusione gassosa utilizzata per separare l'uranio 235 dal minerale contenente Uranio.
Alla conclusione del Progetto Manhattan, Biondi tornò a lavorare per la Bell Telephone Laboratories
seguendo lo sviluppo e la creazione di catodi di lunga durata utilizzati dagli inglesi durante la guerra. 
Sposato nel 1943 con Virginia Willis ha avuto 3 figli, Frank Biondi (presidente e CEO di viacom), Robert e Michael.